# Natta Nachan
Natta Nachan (* 4. Juni 1990 in Udon Thani) ist eine thailändische Leichtathletin, die sich auf den Speerwurf spezialisiert hat.

## Sportliche Laufbahn
Erste internationale Erfahrungen sammelte Natta Nachan bei den Südostasienspielen 2009 in Vientiane, bei denen sie mit 45,00 m auf den vierten Rang kam. Im Jahr darauf nahm sie erstmals an den Asienspielen in Guangzhou teil und wurde dort mit 50,88 m Siebte. 2011 siegte sie bei den Südostasienspielen in Palembang mit 48,80 m. 2014 nahm sie erneut an den Asienspielen im südkoreanischen Incheon teil und belegte dort mit 52,16 m erneut den siebten Platz. 2015 siegte sie bei den Südostasienspielen in Singapur mit 54,38 m vor der Vietnamesin Bùi Thị Xuân. Zwei Jahre später erfolgte die Teilnahme an den Asienmeisterschaften in Bhubaneswar, bei denen sie mit 50,97 m auf den neunten Rang kam. 2018 belegte sie bei den Asienspielen in Jakarta mit 53,32 m zum dritten Mal den siebten Platz. Im Jahr darauf gewann sie bei den Asienmeisterschaften in Doha mit 56,01 m die Bronzemedaille hinter der Chinesin Lü Huihui und Annu Rani aus Indien. Im Dezember siegte sie bei den Südostasienspielen in Capas erneut mit 55,66 m. 2022 wurde sie bei den Südostasienspielen in Hanoi mit 47,19 s Vierte.
In den Jahren 2012 und 2021 wurde Nachan thailändische Meisterin im Speerwurf. Sie absolvierte ein Studium an der Bangkokthonburi University.